# 軍備範囲
軍備範囲（ぐんびはんい、ドイツ語：Rüstungsbereich）は、ドイツ連邦共和国基本法第87条bと第87条bGGに基づきドイツ連邦軍の内部構造における国土防衛管理行政と並列する二大文民機構の一角のこと。

## 概要
多くの他の国と比較して現在の政軍関係体制はドイツ軍隊の歴史的経緯もあって軍備範囲には連邦軍管理行政を含めて軍人と文民職員との間は厳しく分離されている。
しかし、基本法に規定された防衛事態が発令された状況にあっては平時と異なりこれ以上は適用されない。
この場合にあっては連邦国防省近代化部、主要軍備部門、連邦国防技術調達庁（BWB）、連邦軍情報技術・情報管理庁（IT-AmtBw）で出向勤務する将兵については文民職員と同等の権限を与えられる。
防衛管理行政と部隊間の分離については基本法により議会で対応する承認が求められる。

## 任務
軍備範囲の任務は軍隊に必要な資器材の供給に関して、特に武器の調達に責任を負っている。

## 体制
軍備範囲の統制および指導については連邦国防大臣の統制下にある主要軍備部門と同一水準の階層にある。
軍備範囲は2個の連邦政府上級機関から構成される。
- 防衛技術調達連邦庁
- 連邦軍情報技術・情報管理連邦庁
- その他の従属機関